# بورگشپونهایم
بورگشپونهایم (به آلمانی: Burgsponheim) یک شهر در آلمان است که در باد کرویتسناخ واقع شده‌است.